# استیو کازنس
استیو کازنس یک فیلمبردار کانادایی است.  او بیش از همه به عنوان دو بار نامزد جایزه جینی برای بهترین فیلمبرداری، نامزدی در بیست و هفتمین جوایز جینی در سال ۲۰۰۷ برای کیک برفی  و در سی‌امین جوایز جینی در سال ۲۰۱۰ برای پرستار.جنگجو.پسر نامزد شد.  و برنده جایزه هنرهای تصویری کانادا برای بهترین عکاسی در یک سریال درام در ششمین جشنواره جایزه هنرهای تصویری کانادا در سال ۲۰۱۸ برای کاردینال شد. 
از دیگر آثار او می‌توان به فیلم‌های عموها ، هنر وو ، گل و گارنت ، هفت بار خوش شانس ، تکه‌های تریسی ، شهروند گانگستر ، پرگولند ، متولد رنگ آبی ، رویاهای بد ، بلیز و مافیا و مجموعه تلویزیونی پرونده‌های زک، مال خودت را به من نشان بده و شهر دورهام اشاره کرد.